# Trachylepis boettgeri
Espèce
Synonymes
- Mabuia boettgeri Boulenger, 1887
- Mabuya boettgeri (Boulenger, 1887)
- Euprepis boettgeri (Boulenger, 1887)

Statut de conservation UICN

 LC  : Préoccupation mineure
Trachylepis boettgeri est une espèce de sauriens de la famille des Scincidae.

## Répartition

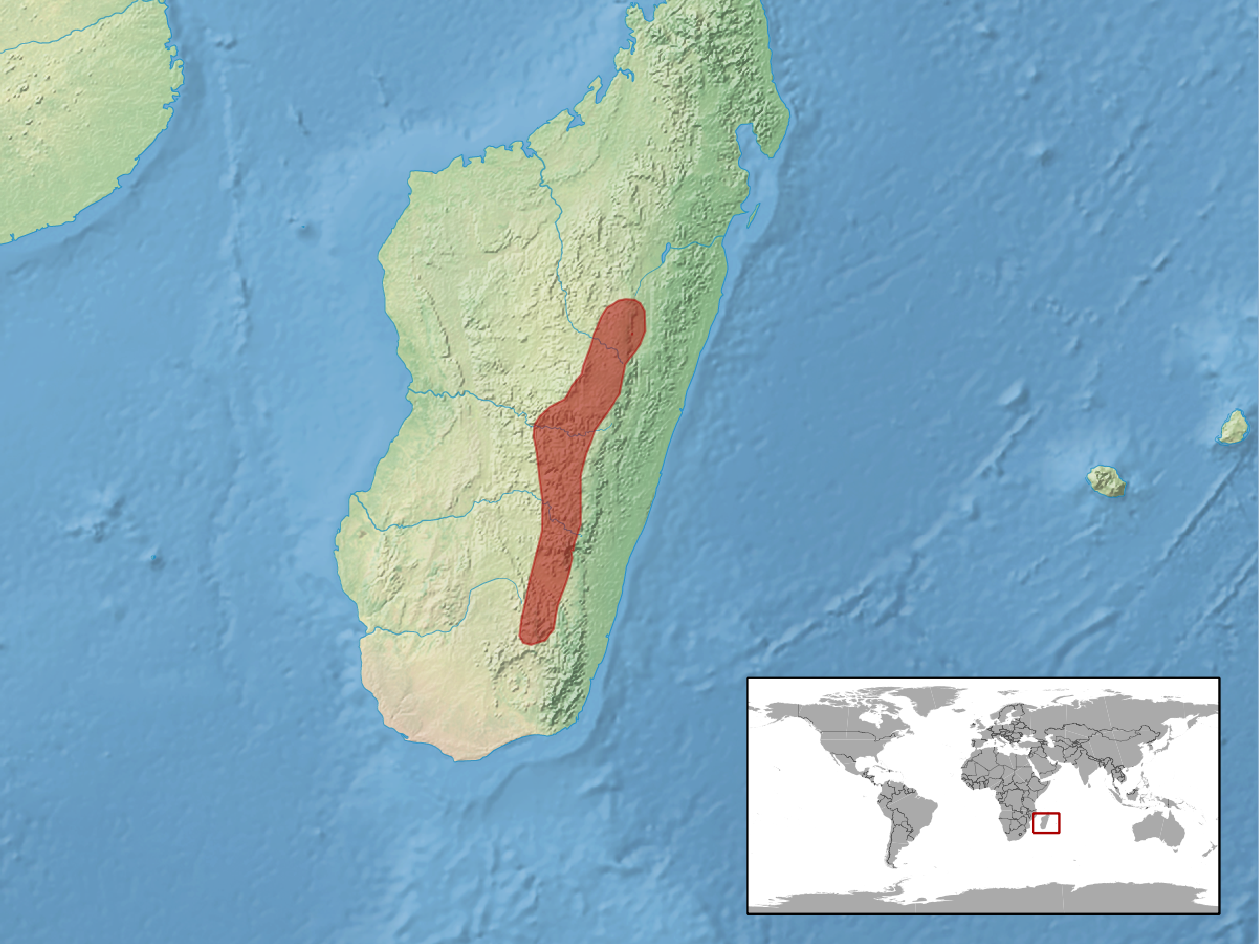
Répartition de l'espèce.

Cette espèce est endémique de Madagascar. Elle se rencontre jusqu'à plus de 2 000 m d'altitude.

## Étymologie
Cette espèce est nommée en l'honneur d'Oskar Boettger.

## Publication originale
- Boulenger, 1887 : Catalogue of the Lizards in the British Museum (Nat. Hist.) III. Lacertidae, Gerrhosauridae, Scincidae, Anelytropsidae, Dibamidae, Chamaeleontidae. London, p. 1-575 (texte intégral).